# عزیز (نام)
عزیز یکی از نام‌های عربی است و می‌تواند به‌عنوان نام کوچک یا نام خانوادگی به کار رود.

## نام کوچک
- عزیز سنجر
- عزیز اصلی
- عزیز ساعتی
- عزیز بهیچ
- عزیز یوسفی

## نام خانوادگی
- طارق عزیز
- شوکت عزیز